# My Life in the Bush of Ghosts
My Life in the Bush of Ghosts -en español: Mi vida en la zarza de los fantasmas- es un álbum de estudio del músico y compositor y productor británico Brian Eno y el músico británico David Byrne, lanzado en febrero de 1981 por Sire y E.G.. El álbum representó el primer disco de Byrne sin su banda Talking Heads, y la primera colaboración de Eno sin David Bowie ni Iggy Pop.
El álbum contiene samples y fondos musicales, ritmos africanos y del Medio Oriente, y técnicas de música electrónica. La mezcla del álbum también se ve reflejado en su idioma, ya que combina el inglés y el árabe. La producción se retrasó por varios meses, a pesar de que se grabó durante las sesiones de Remain in Light, de Talking Heads, lanzado en 1980.
Si bien no se trató de un éxito comercial para Eno y Byrne, las crítica que ha recibido han sido generalmente positivas. En el 2005 el álbum fue incluido en el libro 1001 Albums You Must Hear Before You Die, conservando su posición en las reediciones posteriores. También fue incluido en varias listas musciales, como en los mejores discos de los 80s, de Pitchfork, y en la misma lista de la revista Slant.